# Janar Ala
Janar Ala (ur. 8 października 1979) – estoński semiotyk, dziennikarz i pisarz. Studiował semiotykę i dziennikarstwo na Uniwersytecie w Tartu, po którego ukończeniu  podjął pracę w gazecie Postimees. Zdaniem wybitnych krytyków literackich, artykuły Janara Ali'ego odznaczają się swoistym i dobrym stylem. Jest żonaty z poetką Keiti Vilms.

## Publikacje
- Sült, Eesti Kirjanike Liidu tõlkijate sektsioon
- Film, millest viisakas seltskonnas ei räägita Postimees, 26. november 2018 (arvustus Henrik Normanni filmile "Elu hammasratastel")
- Peremees ja kana ERR/Vikerkaar, 05.01.2018
- Janar Ala jõulujutt: Ülestähendusi seitsmendalt korruselt Eesti Ekspress, 20.12.2017
- Mitte-nii-päris-kirjandus Sirp, 13.10.2006